# Jogos Europeus de 2015
Os Jogos Europeus de 2015, também chamados de Baku 2015 ou Jogos Europeus Baku 2015 (azeri: Baki 2015 Avropa Oyunlari), foi a edição inaugural dos Jogos Europeus, uma competição multiesportiva para atletas do continente europeu. O evento foi realizado em Baku, no Azerbaijão, de 12 a 28 de junho de 2015, e contou com a participação de 5 898 atletas de 50 Comitês Olímpicos Europeus (COE), competindo em 20 esportes.

## Escolha da sede
Baku foi escolhida para sediar os Jogos durante a 41ª Assembleia Geral do COE, em Roma, a 8 de dezembro de 2012. A decisão foi tomada em decorrência do voto secreto, onde, de 48 votos, 38 foram a favor do único concorrente para o evento. Oito votos vieram contra o evento e dois se abstiveram de votar. Os representantes da Armênia recusaram-se a participar na votação.

## Organização
A Comissão Organizadora responsável pelos Jogos foi estabelecida por decreto do presidente do Azerbaijão e é presidido pela primeira-dama do país, Mehriban Aliyeva, membra do Comitê Olímpico Nacional do Azerbaijão e Embaixadora da Boa Vontade da UNESCO. O Comitê dos Jogos Europeus Baku 2015 (BEGOC) foi criado para a organização do evento.

### Sedes
As sedes foram divididas em quatro regiões:
| Sede                         | Capacidade      | Esportes                                     | Ref.            |
| Cluster da Vila              | Cluster da Vila | Cluster da Vila                              | Cluster da Vila |
| ---------------------------- | --------------- | -------------------------------------------- | --------------- |
| Vila Europeia                |                 |                                              |                 |
| Estádio Olímpico de Baku     | 65 000          | Cerimônias Atletismo                         |                 |
| Arena Nacional de Ginástica  | 6 800           | Ginástica                                    |                 |
| Cluster da Cidade            |                 |                                              |                 |
| Arena de Baku                | 1 700           | Badminton Tênis de mesa                      |                 |
| Estádio Tofiq Bahramov       | 31 200          | Tiro com arco                                |                 |
| Arena Heydar Aliyev          | 7 700           | Judô Lutas Sambo                             |                 |
| Cluster da Praça da Bandeira |                 |                                              |                 |
| Centro Aquático de Baku      | 6 000           | Natação Nado sincronizado Saltos ornamentais |                 |
| Baku Crystal Hall            | 6 000           | Voleibol                                     |                 |
| Baku Crystal Hall            | 3 400           | Boxe                                         |                 |
| Baku Crystal Hall            | 2 000           | Esgrima Taekwondo Caratê                     |                 |
| Arena de Polo Aquático       | 2 400           | Polo aquático                                |                 |
| Arena de Basquete            | 2 500           | Basquetebol                                  |                 |
| Arena da Praia               | 3 900           | Futebol de areia Voleibol de praia           |                 |
| Outros locais                |                 |                                              |                 |
| Centro de Tiro de Baku       | 500             | Tiro                                         |                 |
| Veloparque de Mountain Bike  | 1 670           | Ciclismo mountain bike                       |                 |
| Praia de Bilgah              | 1 500           | Triatlo                                      |                 |
| Veloparque de BMX            | 1 600           | Ciclismo BMX                                 |                 |
| Mingachevir                  | 1 300           | Canoagem                                     |                 |

### Ingressos
Os ingressos para os Jogos poderiam ser adquiridos pelo site oficial].

### Voluntários
O Comitê Organizador anunciou que foram recrutados cerca de 12 000 voluntários para o evento.

## Cerimônias

### Abertura
A Cerimônia de Abertura foi realizada no Estádio Olímpico de Baku e foi dirigida pelo grego Dimitris Papaioannou que foi elogiado por seu trabalho nos Jogos Olímpicos de Verão de 2004. A cantora Lady Gaga fez uma aparição surpresa se apresentando com a música "Imagine", um cover de John Lennon no evento. Representações gráficas do Yanar Dag e da Paisagem Cultural de Arte Rupestre de Gobustão foram feitas. Dois atores representaram os festivais azeris. No final, os dois artistas se apresentaram, juntamente com os demais figurantes, a dança nacional do Azerbaijão, o yalli. A cerimônia foi transmitida ao vivo pelo YouTube e contou com a presença de alguns chefes de estado.

### Encerramento
A cerimônia de encerramento dos Jogos foi realizada em 28 de junho, no Estádio Olímpico de Baku.

## Participantes

Anfitrião
Nações participantes

Todos os 50 COEs participaram da edição inaugural dos Jogos Europeus, com expectativa da participação de 5 898 esportistas. Foi a primeira aparição de Kosovo em um evento multiesportivo. Ilhas Faroé e Gibraltar competiram sobre as bandeiras da Associação Europeia de Atletismo e da Liga Europeia de Natação já que eles não têm um Comitê Olímpico Nacional.
Em parênteses, o número de competidores de cada país.
| \| - ALB Albânia (28) - GER Alemanha (266) - AND Andorra (31) - ARM Armênia (25) - AUT Áustria (145) - AZE Azerbaijão (289) - BEL Bélgica (117) - BLR Bielorrússia (150) - BIH Bósnia e Herzegovina (56) - BUL Bulgária (127) - CYP Chipre (23) - CRO Croácia (109) - DEN Dinamarca (65) - SVK Eslováquia (179) - SLO Eslovênia (83) - ESP Espanha (216) \| - EST Estônia (59) - FIN Finlândia (106) - FRA França (251) - GEO Geórgia (105) - GBR Grã-Bretanha (158) - GRE Grécia (138) - HUN Hungria (200) - IRL Irlanda (63) - ISL Islândia (19) - ISR Israel (141) - ITA Itália (291) - KOS Kosovo (18) - LAT Letônia (67) - LIE Liechtenstein (10) - LTU Lituânia (71) - LUX Luxemburgo (61) - MKD Macedônia do Norte (45) \| - MLT Malta (61) - MDA Moldávia (86) - MON Mônaco (6) - MNE Montenegro (55) - NOR Noruega (58) - NED Países Baixos (120) - POL Polônia (212) - POR Portugal (100) - CZE Chéquia (130) - ROU Romênia (146) - RUS Rússia (359) - SMR San Marino (20) - SRB Sérvia (133) - SWE Suécia (76) - SUI Suíça (130) - TUR Turquia (191) - UKR Ucrânia (243) \| | | |
| - ALB Albânia (28) - GER Alemanha (266) - AND Andorra (31) - ARM Armênia (25) - AUT Áustria (145) - AZE Azerbaijão (289) - BEL Bélgica (117) - BLR Bielorrússia (150) - BIH Bósnia e Herzegovina (56) - BUL Bulgária (127) - CYP Chipre (23) - CRO Croácia (109) - DEN Dinamarca (65) - SVK Eslováquia (179) - SLO Eslovênia (83) - ESP Espanha (216) | - EST Estônia (59) - FIN Finlândia (106) - FRA França (251) - GEO Geórgia (105) - GBR Grã-Bretanha (158) - GRE Grécia (138) - HUN Hungria (200) - IRL Irlanda (63) - ISL Islândia (19) - ISR Israel (141) - ITA Itália (291) - KOS Kosovo (18) - LAT Letônia (67) - LIE Liechtenstein (10) - LTU Lituânia (71) - LUX Luxemburgo (61) - MKD Macedônia do Norte (45) | - MLT Malta (61) - MDA Moldávia (86) - MON Mônaco (6) - MNE Montenegro (55) - NOR Noruega (58) - NED Países Baixos (120) - POL Polônia (212) - POR Portugal (100) - CZE Chéquia (130) - ROU Romênia (146) - RUS Rússia (359) - SMR San Marino (20) - SRB Sérvia (133) - SWE Suécia (76) - SUI Suíça (130) - TUR Turquia (191) - UKR Ucrânia (243) |

## Esportes
Foram ao todo 20 esportes representados, sendo 16 deles olímpicos, 2 não olímpicos (caratê e sambo) e dois esportes olímpicos disputados em outros formatos (futebol de areia e basquetebol 3x3, sendo o último disputado apenas nos Jogos Olímpicos da Juventude).
| - Aquáticos - Natação (42) - Nado sincronizado (4) - Polo aquático (2) - Saltos ornamentais (8) - Atletismo (1) - Badminton (5) - Basquetebol 3x3 (2) - Boxe (15) | - Canoagem - Velocidade (15) - Caratê (12) - Ciclismo - BMX (2) - Estrada (4) - Mountain bike (2) - Esgrima (12) - Futebol de areia (1) | - Ginástica - Acrobática (8) - Aeróbica (2) - Artística (14) - Rítmica (8) - Trampolim (4) - Judô (16) - Para-Judô (2) - Lutas - Greco-Romana (6) - Livre (12) | - Sambo (8) - Tiro com arco (5) - Tiro esportivo (19) - Tênis de mesa (4) - Taekwondo (8) - Triatlo (2) - Voleibol - Voleibol (2) - Voleibol de praia (2) |

## Calendário
| CA | Cerimônia de abertura | ● | Eventos de competição | 1 | Eventos finais | CE | Cerimônia de encerramento |

| Junho              | 12 | 13 | 14 | 15 | 16 | 17 | 18 | 19 | 20 | 21 | 22 | 23 | 24 | 25 | 26 | 27 | 28 | Medalhas de ouro |
| ------------------ | -- | -- | -- | -- | -- | -- | -- | -- | -- | -- | -- | -- | -- | -- | -- | -- | -- | ---------------- |
| Cerimônias         | CA |    |    |    |    |    |    |    |    |    |    |    |    |    |    |    | CE |                  |
| Atletismo          |    |    |    |    |    |    |    |    |    | ●  | 1  |    |    |    |    |    |    | 1                |
| Badminton          |    |    |    |    |    |    |    |    |    |    | ●  | ●  | ●  | ●  | ●  | 2  | 3  | 5                |
| Basquetebol 3x3    |    |    |    |    |    |    |    |    |    |    |    | ●  | ●  | ●  | 2  |    |    | 2                |
| Boxe               |    |    |    |    | ●  | ●  | ●  | ●  | ●  | ●  | ●  | ●  | ●  | 5  | 5  | 5  |    | 15               |
| Canoagem           |    |    | ●  | 5  | 10 |    |    |    |    |    |    |    |    |    |    |    |    | 15               |
| Caratê             |    | 6  | 6  |    |    |    |    |    |    |    |    |    |    |    |    |    |    | 12               |
| Ciclismo           |    | 2  |    |    |    |    | 2  |    | 1  | 1  |    |    |    |    | ●  | ●  | 2  | 8                |
| Esgrima            |    |    |    |    |    |    |    |    |    |    |    | 2  | 2  | 2  | 3  | 3  |    | 12               |
| Futebol de areia   |    |    |    |    |    |    |    |    |    |    |    |    | ●  | ●  | ●  | ●  | 1  | 1                |
| Ginástica          |    |    | ●  | 2  |    | 1  | 2  | 3  | 10 | 16 |    |    |    |    |    |    |    | 34               |
| Judô               |    |    |    |    |    |    |    |    |    |    |    |    |    | 5  | 6  | 5  | 2  | 18               |
| Lutas              |    | 4  | 4  | 4  | 4  | 4  | 4  |    |    |    |    |    |    |    |    |    |    | 24               |
| Nado sincronizado  | ●  | ●  | ●  | 2  | 2  |    |    |    |    |    |    |    |    |    |    |    |    | 4                |
| Natação            |    |    |    |    |    |    |    |    |    |    |    | 7  | 8  | 9  | 7  | 11 |    | 42               |
| Polo aquático      | ●  | ●  | ●  | ●  | ●  | ●  | ●  | ●  | 1  | 1  |    |    |    |    |    |    |    | 2                |
| Saltos ornamentais |    |    |    |    |    |    | 2  | 2  | 2  | 2  |    |    |    |    |    |    |    | 8                |
| Sambo              |    |    |    |    |    |    |    |    |    |    | 8  |    |    |    |    |    |    | 8                |
| Tiro com arco      |    |    |    |    | ●  | 1  | 2  | ●  | ●  | 1  | 1  |    |    |    |    |    |    | 5                |
| Tiro esportivo     |    |    |    |    | 3  | 3  | 2  | 2  | 3  | 3  | 3  |    |    |    |    |    |    | 19               |
| Tênis de mesa      |    | ●  | ●  | 2  | ●  | ●  | ●  | 2  |    |    |    |    |    |    |    |    |    | 4                |
| Taekwondo          |    |    |    |    | 2  | 2  | 2  | 2  |    |    |    |    |    |    |    |    |    | 8                |
| Triatlo            |    | 1  | 1  |    |    |    |    |    |    |    |    |    |    |    |    |    |    | 2                |
| Voleibol           |    | ●  | ●  | ●  | ●  | ●  | ●  | ●  | ●  | ●  | ●  | ●  | ●  | ●  | ●  | 1  | 1  | 2                |
| Voleibol de praia  |    |    |    |    | ●  | ●  | ●  | ●  | 1  | 1  |    |    |    |    |    |    |    | 2                |
| Total              |    | 13 | 11 | 15 | 21 | 11 | 16 | 11 | 18 | 25 | 13 | 9  | 10 | 21 | 23 | 27 | 9  | 253              |
| Junho              | 12 | 13 | 14 | 15 | 16 | 17 | 18 | 19 | 20 | 21 | 22 | 23 | 24 | 25 | 26 | 27 | 28 | Medalhas de ouro |

## Quadro de medalhas
País sede destacado.
| Ordem | País                   | Medalha de ouro | Medalha de prata | Medalha de bronze |     |
| ----- | ---------------------- | --------------- | ---------------- | ----------------- | --- |
| 1     | RUS Rússia             | 79              | 40               | 45                | 164 |
| 2     | AZE Azerbaijão         | 21              | 15               | 20                | 56  |
| 3     | GBR Grã-Bretanha       | 18              | 10               | 19                | 47  |
| 4     | GER Alemanha           | 16              | 17               | 33                | 66  |
| 5     | FRA França             | 12              | 13               | 18                | 43  |
| 6     | ITA Itália             | 10              | 26               | 11                | 47  |
| 7     | BLR Bielorrússia       | 10              | 11               | 22                | 43  |
| 8     | UKR Ucrânia            | 8               | 14               | 24                | 46  |
| 9     | NED Países Baixos      | 8               | 12               | 9                 | 29  |
| 10    | ESP Espanha            | 8               | 11               | 11                | 30  |
| 11    | HUN Hungria            | 8               | 4                | 8                 | 20  |
| 12    | SRB Sérvia             | 8               | 4                | 3                 | 15  |
| 13    | SUI Suíça              | 7               | 4                | 4                 | 15  |
| 14    | TUR Turquia            | 6               | 4                | 19                | 29  |
| 15    | BEL Bélgica            | 4               | 4                | 3                 | 11  |
| 16    | DEN Dinamarca          | 4               | 3                | 5                 | 12  |
| 17    | ROU Romênia            | 3               | 5                | 4                 | 12  |
| 18    | POR Portugal           | 3               | 4                | 3                 | 10  |
| 19    | POL Polônia            | 2               | 8                | 10                | 20  |
| 20    | AUT Áustria            | 2               | 7                | 4                 | 13  |
| 21    | GEO Geórgia            | 2               | 6                | 8                 | 16  |
| 22    | ISR Israel             | 2               | 4                | 6                 | 12  |
| 23    | SVK Eslováquia         | 2               | 2                | 3                 | 7   |
| 24    | LTU Lituânia           | 2               | 1                | 4                 | 7   |
| 25    | IRL Irlanda            | 2               | 1                | 3                 | 6   |
| 26    | CRO Croácia            | 1               | 4                | 6                 | 11  |
| 27    | BUL Bulgária           | 1               | 4                | 5                 | 10  |
| 28    | GRE Grécia             | 1               | 4                | 4                 | 9   |
| 29    | SWE Suécia             | 1               | 3                | 3                 | 7   |
| 30    | SLO Eslovênia          | 1               | 1                | 3                 | 5   |
| 31    | LAT Letônia            | 1               |                  | 1                 | 2   |
| 32    | CZE Chéquia            |                 | 2                | 5                 | 7   |
| 33    | EST Estônia            |                 | 1                | 2                 | 3   |
|       | MDA Moldávia           |                 | 1                | 2                 | 3   |
| 35    | SMR San Marino         |                 | 1                | 1                 | 2   |
| 36    | ARM Armênia            |                 | 1                |                   | 1   |
|       | CYP Chipre             |                 | 1                |                   | 1   |
| 38    | MKD Macedônia do Norte |                 |                  | 2                 | 2   |
|       | NOR Noruega            |                 |                  | 2                 | 2   |
| 40    | FIN Finlândia          |                 |                  | 1                 | 1   |
|       | KOS Kosovo             |                 |                  | 1                 | 1   |
|       | MNE Montenegro         |                 |                  | 1                 | 1   |
| TOTAL | TOTAL                  | 253             | 253              | 338               | 844 |

## Transmissão
| País         | Canal            | Ref    |
| ------------ | ---------------- | ------ |
| Albânia      | Tring Media      | [ 20 ] |
| Áustria      | Sport1           | [ 21 ] |
| Bielorrússia | Belarus 5        | [ 20 ] |
| Bélgica      | Sport 10         | [ 22 ] |
| Estónia      | ERR              | [ 23 ] |
| Finlândia    | Yle              | [ 24 ] |
| França       | L'Equipe 21      | [ 25 ] |
| Alemanha     | Sport1           | [ 21 ] |
| Grécia       | NERIT            | [ 24 ] |
| Hungria      | DigiSport        | [ 22 ] |
| Itália       | Sky Italia       | [ 26 ] |
| Letônia      | LTV              | [ 23 ] |
| Luxemburgo   | RTL Group        | [ 20 ] |
| Moldávia     | Moldova Sport TV | [ 20 ] |
| Portugal     | Sport TV         | [ 23 ] |
| Roménia      | DigiSport        | [ 22 ] |
| Eslováquia   | DigiSport        | [ 20 ] |
| Eslovênia    | RTV Slovenija    | [ 23 ] |
| Espanha      | RTVE             | [ 23 ] |
| Suíça        | Sport1           | [ 21 ] |
| Turquia      | NTV Spor         | [ 27 ] |

| País           | Canal            | Ref    |
| -------------- | ---------------- | ------ |
| Angola         | Sport TV         | [ 23 ] |
| Estados Árabes | ASBU             | [ 28 ] |
| Canadá         | Universal Sports | [ 29 ] |
| China          | CCTV             | [ 30 ] |
| Coreia do Sul  | SBS              | [ 31 ] |
| Japão          | TBS              | [ 31 ] |
| Moçambique     | Sport TV         | [ 23 ] |
| Estados Unidos | Universal Sports | [ 29 ] |

## Marketing

### Logomarca e mascote
O logotipo oficial para os Jogos foi revelado em 16 de junho de 2014. Projetado por Adem Yunusov, foi inspirado na cultura antiga e contemporânea do país. O logotipo inclui chamas, a água, o mítico pássaro Simurgue, um tapete do Azerbaijão e uma romã como um dos símbolos da profusão do Azerbaijão. A romã, chamado Nar, é uma das duas mascotes para os Jogos, juntamente com uma gazela nomeada Jeyran. A dupla se destinam a representar o espírito do Azerbaijão e ajudar excitar a juventude para o evento.

### Patrocinadores
Várias empresas patrocinaram os Jogos.
Parceiros oficiais
- Azerbaijan Airlines
- BP
- Nar Mobile
- Procter & Gamble
- SOCAR
- Tissot
- Coca Cola
- McDonald's
- Milla
- Motorola
- Tickethour
- Sitecore